# A Gest of Robyn Hode

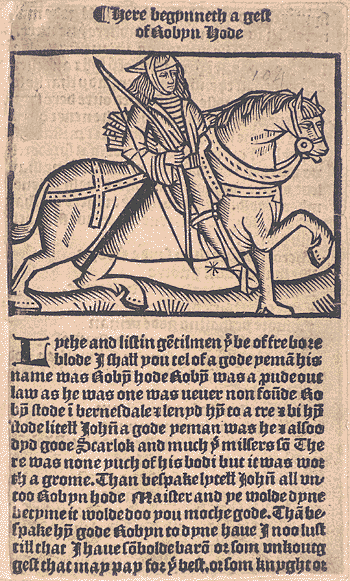
Edición impresa del de A Gest of Robyn Hode.
Guardada en la Biblioteca Nacional de Escocia.

A Gest of Robyn Hode (en español: Una Gesta de Robyn Hode) es la balada n° 117 de las Child Ballads, también conocida bajo el nombre de A Lyttell Geste of Robyn Hode en uno de los dos libros más antiguos que la contienen. Es uno de los cuentos más antiguos conservados sobre el legendario personaje Robin Hood, impreso entre 1492 y 1534, pero mostrando todos los signos de haber sido elaborado a partir de cuentos más antiguos. James Hode cree que A Gest of Robyn Hode fue escrito aproximadamente en 1450. De extensión larga, consta de ocho fits (cantos); y está escrita en inglés medio.
Típico cuento del tipo el buen forajido, el héroe de la historia comete crímenes reales, pero es apoyado por el pueblo. Desafiando a un sistema corrupto, que ha cometido errores contra el héroe, su familia y sus amigos. El personaje tiende a representar ciertas características, destacando la lealtad, el coraje, la inteligencia; así como su papel de víctima frente a la corrupción de los sistemas jurídico y político. Trabajando al margen de la ley, comete crímenes para burlar a sus oponentes y demostrar su integridad moral, pero no buscando aprovecharse de la situación a beneficio propio.

## Contexto
A Gest of Robyn Hode es uno de los primeros ejemplos de como romantizar a un proscrito por medio del amor cortés, con el fin de ilustrar la corrupción de la ley. John Taylor refiere que los objetivos de la crítica de Robin Hood es hacia los justicieros del bosques y al derecho común, por lo que la historia podría haber tenido sentido para varios sectores de la comunidad medieval. Se cree que el cuento fue realizado por juglares, ya que la historia posee una voz narrativa que varias veces se dirige al público. La audiencia particular hacia la que se dirigía era la clase donde pertenecían labradores, aprendices, comerciantes, jornaleros, obreros y pequeños propietarios.
La mayoría de los estudiosos creen que el cuento es una recopilación de historias que crean una balada heroica usando cuentos anteriores, como The Legend of Eustace Monk, un renegado del bosque que también era un noble proscrito y un tramposo.  A pesar de que se cree que el cuento fue escrito en el siglo XV, está ambientado entre los años 1330 o 1340, es decir, en la primera parte del reinado del rey Eduardo III de Inglaterra.

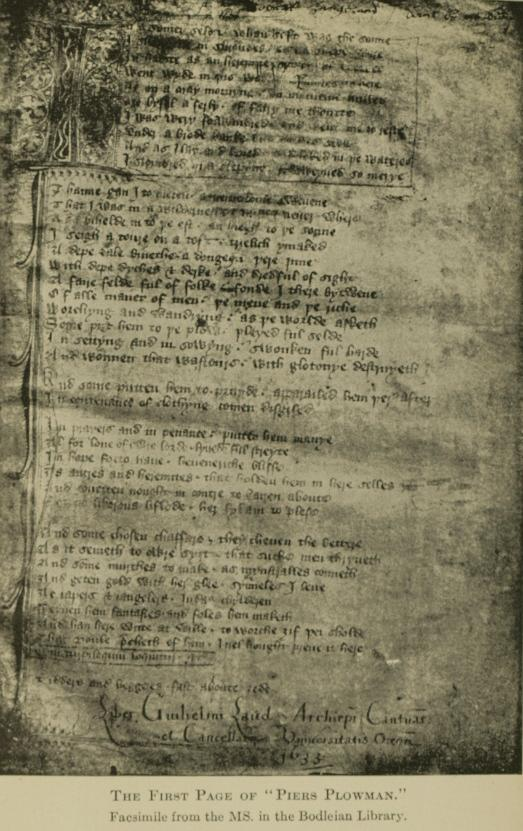
Primera página de Pedro el Labrador.
Fotografía realizada en 1913.

El texto es único, ya que proporciona detalles relacionados con el siglo XIII, como las estructuras jurídicas, sociales y militares, además de incluir alusiones a la geografía medieval y lugares conocidos en el siglo XV. Existen desacuerdos sobre si Robyn Hode era un terrateniente o un hombre de la burguesía baja.
Del mismo modo, hubo un proscrito de Berkshire, en 1262, que tenía el alias "Robehod". También había un barco en Aberdeen, en 1438, que fue llamado "Robene Hude". La primera mención del poema de Robyn Hode está en el poema Pedro el Labrador de William Langland, escrito en 1377.

## Sinopsis
Robin Hood se niega a comer a menos que tenga un invitado. Little John encuentra un caballero triste y lo obliga a venir. Cuando Robin le pregunta cuánto dinero tiene, el caballero dice que tiene diez chelines. Exigen saber cómo sucedió esto, y el caballero explica que su hijo mató a dos hombres, y él tuvo que gastar todo su dinero e hipotecar su tierra, para salvarlo. Robin le presta las  cuatrocientas libras requeridas, realizando una petición a la Virgen María, y el resto de la banda -Little John, Much, el hijo del molinero y Will Scarlet- insisten en darle ropa fina, un caballo de carga y un corcel. Así, y debido a que un caballero debe tener un paje, Little John va con él.
El caballero, al llegar a la abadía donde está su hijo, finge que aún no ha adquirido el oro y ruega clemencia al abad. Este insiste en el pago, y el caballero revela su engaño y le paga, diciéndole que si él se hubiera mostrado clemente, el caballero le habría recompensado. Después, el caballero ahorra dinero para pagar a Robin, y adquirir un centenar de arcos con flechas con plumas de pavo real. A medida que se desplaza a la base de Robin con el fin de pagarle, pasa cerca de un combate, donde un desconocido terrateniente que ha ganado la pelea; pero, por ser ajeno al sector, es probable que sea asesinado por la multitud enfurecida, por lo que el caballero le salva.
Mientras todavía está al servicio del caballero, Little John va a un concurso de tiro con arco y gana. El sheriff se lo lleva a su servicio, luego que Little John abandona al caballero. Un día, Little John despierta tarde y quiere comer. El mayordomo y el cocinero tratan de detenerlo, ya que no es hora de comer, donde este último hace buena pelea. Sin embargo, Little john le propone volver al bosque y unirse a la banda de forajidos. Luego de que ambos saquean la casa, abandonan el lugar y van al bosque, engañando al sheriff para que los acompañe. Al llegar, Robin solo permite al sheriff marcharse luego de jurar que no les hará daño a nadie.
Posteriormente, Robin vuelve a negarse a comer a menos que tenga un invitado. Los hombres cogen a un monje de la Abadía de Santa María, que después de comer dice solo poseer 20 marcos, mientras que en realidad lleva ochocientas libras. Robin afirma que, para los suyos, Santa María ha enviado la cantidad de dinero que se le adeuda amablemente, y ha duplicado la cantidad. Más tarde, el caballero llega. Él explica que ha llegado tarde debido a que ha salvado al terrateniente en apuros, a lo que Robin afirma que cualquiera que ayude a un terrateniente será su amigo, negándose a aceptar el dinero del caballero, y dándole la mitad de las ochocientas libras.

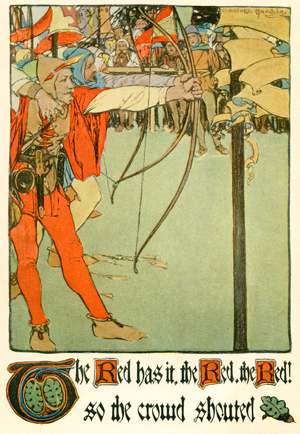
Robin Hood en un torneo.
Ilustración de Charlotte Harding, h. 1903.

La historia continúa con un concurso de tiro con arco organizado por el sheriff, en el que Robin y sus hombres toman parte. A pesar de que toda la banda participa, Robin se corona ganador. El sheriff intenta apoderarse de él, pero se escapan al castillo de Sir Richard at the Lee, el caballero que fue ayudado por Robin (y que recién recibe su nombre en este punto), y el sheriff no puede entrar. Enojado, este último lleva el asunto al rey, que insiste que tanto el caballero como Robin deben ser llevados ante la justicia. El sheriff toma a Sir Richard como prisionero mientras que Robin se encuentra cazando, y la esposa de Sir Richard va a en busca de Robin para pedirle ayuda. Ponen en marcha un rescate, durante el cual Robin dispara y mata al sheriff.
El rey viene a apresar a Robin y está indignado por el daño a sus ciervos. Él promete la tierra de Sir Richard a quien mate al caballero, y afirma que nadie podrá poseer la tierra a cabalidad mientras Robin siga vivo. Luego de varios meses, el rey se disfraza y toma algunos hombres como monjes, intentando capturar a Robin. El "abad" le entrega una invitación del rey para cenar en Nottingham, a lo que acude, para luego participar de un concurso de tiro con arco, donde el ganador deberá sufrir un golpe. Robin se equivoca a propósito y el "abad" recibe el golpe del rey, quien le derriba y se revela. Robin, junto a sus hombres y Sir Richard se arrodillan en homenaje. 
El rey adopta a Robin y se lo lleva a vivir a la corte. Sin embargo, luego de un corto tiempo, Robin comienza a sentir nostalgia de su hogar y vuelve a casa, desafiando al rey. Regresa con su banda al bosque, viviendo allí durante veintidós años.
Finalmente, es una priora la que finalmente asesina a Robin, a instigación de su amante Roger, traicionándolo a través de una sangría excesiva. El cuento termina dando elogios a Robin, con la frase final de dyde pore men moch god.

## Adaptaciones
Varios fragmentos del cuento aparecen en adaptaciones o como la base de otras historias que explotaron el personaje de Robin Hood.
En versiones posteriores se incluyó el acto de Robin dividiendo la fecha de un rival con la propia por el centro, u otras divergencias.

### Baladas
La insistencia del rey en su captura y el uso del concurso de tiro con arco para atrapar a Robin ocurren en Robin Hood and the Golden Arrow, donde además logran engañar con sus disfraces. El rescate se aprecia en Robin Hood Rescuing Will Stutly y Robin Hood Rescuing Three Squires, la intervención del rey en The King's Disguise, and Friendship with Robin Hood, y su asesinato final en Robin Hood's Death. Variaciones del fragmento del robo al monje son utilizadas en Robin Hood and the Bishop y Robin Hood and the Bishop of Hereford.

### Narrativa moderna
Howard Pyle y otros escritos de historias de Robin Hood incluyeron numerosos pasajes del cuento. La visita del rey estuvo, de hecho, en cada versión de los relatos escritos.

### Cine y televisión
El concurso de tiro con arco es uno de los pilares de varias adaptaciones cinematográficas y televisivas de la leyenda. El sheriff suele identificar el disfraz de Robin, llevando a una escena de lucha con los forajidos. Ejemplos incluyen:
- En The Adventures of Robin Hood de 1938, el Príncipe Juan organiza un torneo para atraparlo, siendo Robin capturado y luego rescatado en una lucha cuando está por ser ejecutado.
- En la cinta animada Robin Hood de 1973, Robin (que es caracterizado como un zorro) se disfraza de cigüeña.
- En el episodio piloto de Robin of Sherwood, el premio para el torneo es una flecha mágica de plata.
- En el quinto episodio de Robin Hood, Robin decide no entrar al torneo, reconociendo la trampa. Es persuadido por Lady Marian de disfrazarse como uno de los legítimos participantes con la intención de que los hombres de Guy de Gisbourne no ganen el premio.